# سیارک ۱۱۱۵
سیارک ۱۱۱۵ (به انگلیسی: 1115 Sabauda، نامگذاری:1928XC) هزار و صد و پانزدهمین سیارک کشف شده‌است که در ۱۳ دسامبر ۱۹۲۸ کشف شد.
قدر مطلق سیارک برابر ۹٫۳۰ است.